# Amtsbezirk Thun
Der Amtsbezirk Thun war bis zum 31. Dezember 2009 eine Verwaltungseinheit mit Hauptort Thun im Schweizer Kanton Bern. Der Amtsbezirk  umfasste 26 Gemeinden mit 92'248 Einwohnern (Stand 31. Dezember 2008) auf 266,78 km².

## Gemeinden
| Name der Gemeinde      | Einwohner (31. Dez. 2008) | Fläche in km² | Einwohner pro km² |
| ---------------------- | ------------------------- | ------------- | ----------------- |
| Amsoldingen            | 801                       | 4,71          | 170               |
| Blumenstein            | 1'163                     | 15,52         | 75                |
| Buchholterberg         | 1'524                     | 15,33         | 99                |
| Eriz                   | 510                       | 21,78         | 23                |
| Fahrni                 | 741                       | 6,68          | 111               |
| Forst-Längenbühl       | 714                       | 4,50          | 159               |
| Heiligenschwendi       | 631                       | 5,55          | 114               |
| Heimberg               | 6'071                     | 5,44          | 1'116             |
| Hilterfingen           | 3'987                     | 2,81          | 1'419             |
| Höfen bei Thun         | 410                       | 4,60          | 89                |
| Homberg                | 505                       | 6,51          | 78                |
| Horrenbach-Buchen      | 252                       | 20,40         | 12                |
| Oberhofen am Thunersee | 2'364                     | 2,71          | 872               |
| Oberlangenegg          | 488                       | 9,16          | 53                |
| Pohlern                | 267                       | 9,87          | 27                |
| Schwendibach           | 253                       | 1,49          | 170               |
| Sigriswil              | 4'608                     | 55,41         | 83                |
| Steffisburg            | 15'379                    | 13,32         | 1'155             |
| Teuffenthal (BE)       | 171                       | 4,53          | 38                |
| Thierachern            | 2'205                     | 7,53          | 293               |
| Thun                   | 42'129                    | 21,57         | 1'953             |
| Uebeschi               | 691                       | 4,42          | 156               |
| Uetendorf              | 5'969                     | 10,17         | 587               |
| Unterlangenegg         | 909                       | 6,80          | 134               |
| Wachseldorn            | 238                       | 3,51          | 68                |
| Zwieselberg            | 268                       | 2,46          | 109               |
| Total (26)             | 92'248                    | 266,78        | 346               |

## Veränderungen im Gemeindebestand

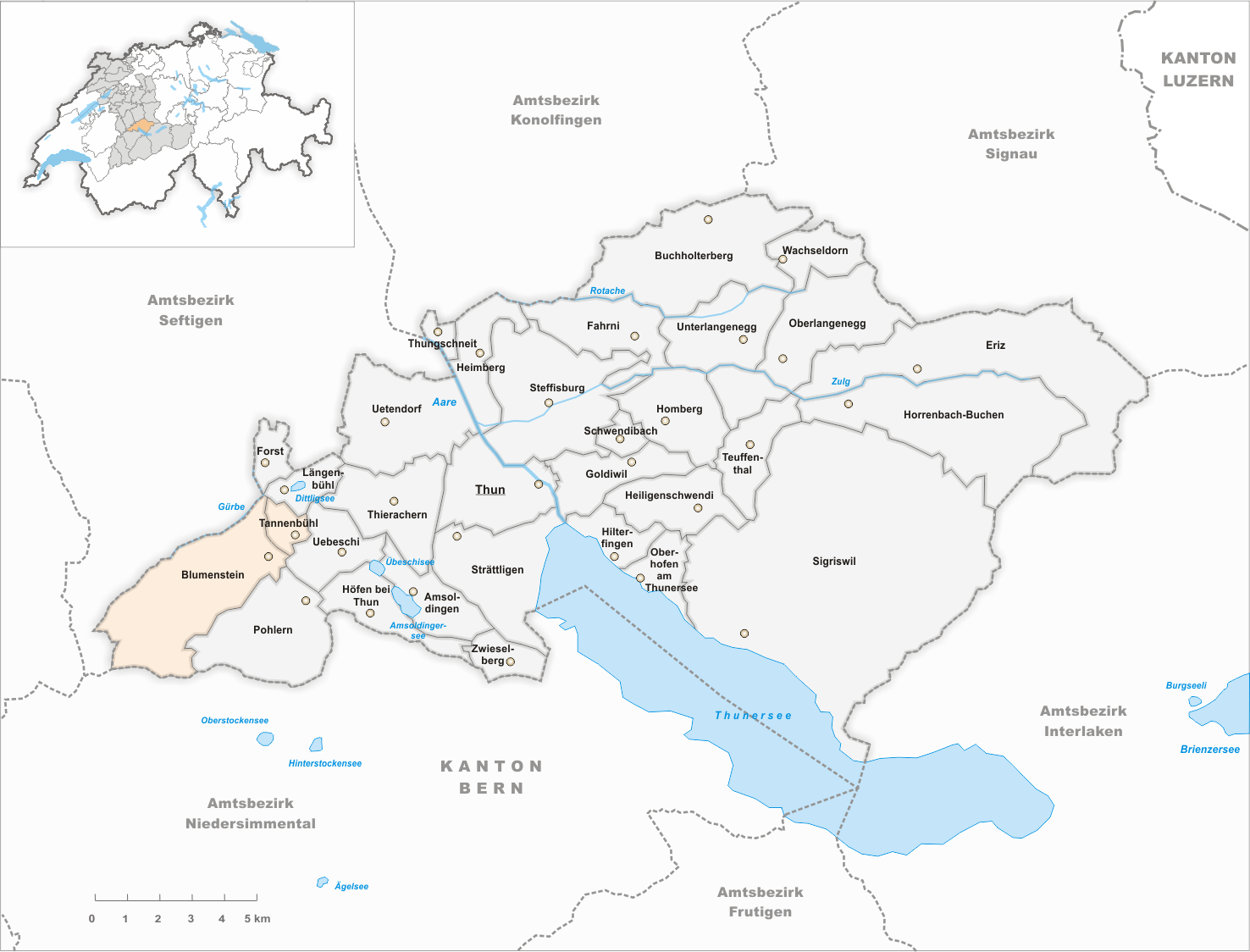
Gemeinden bis 1858
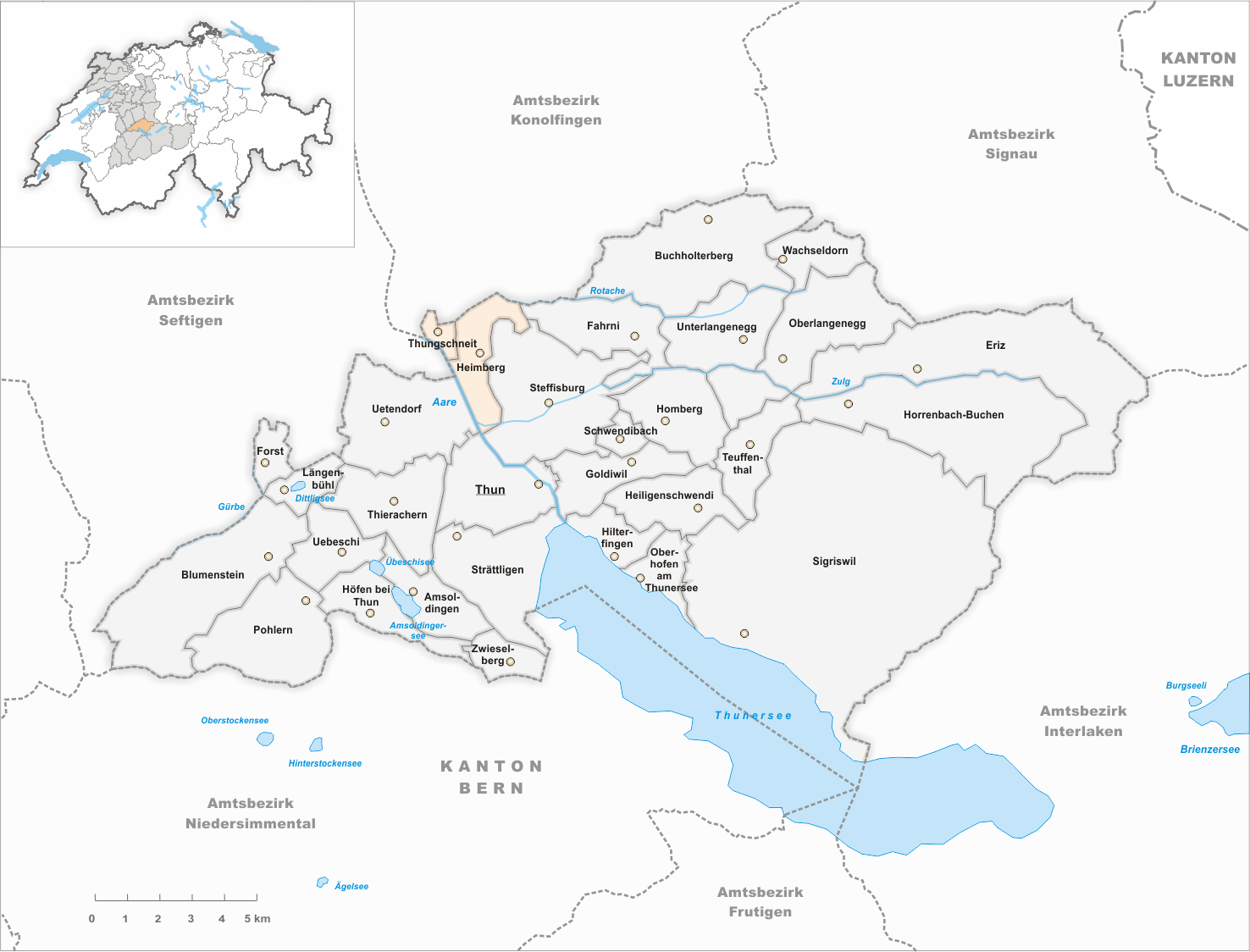
Gemeinden bis 1868
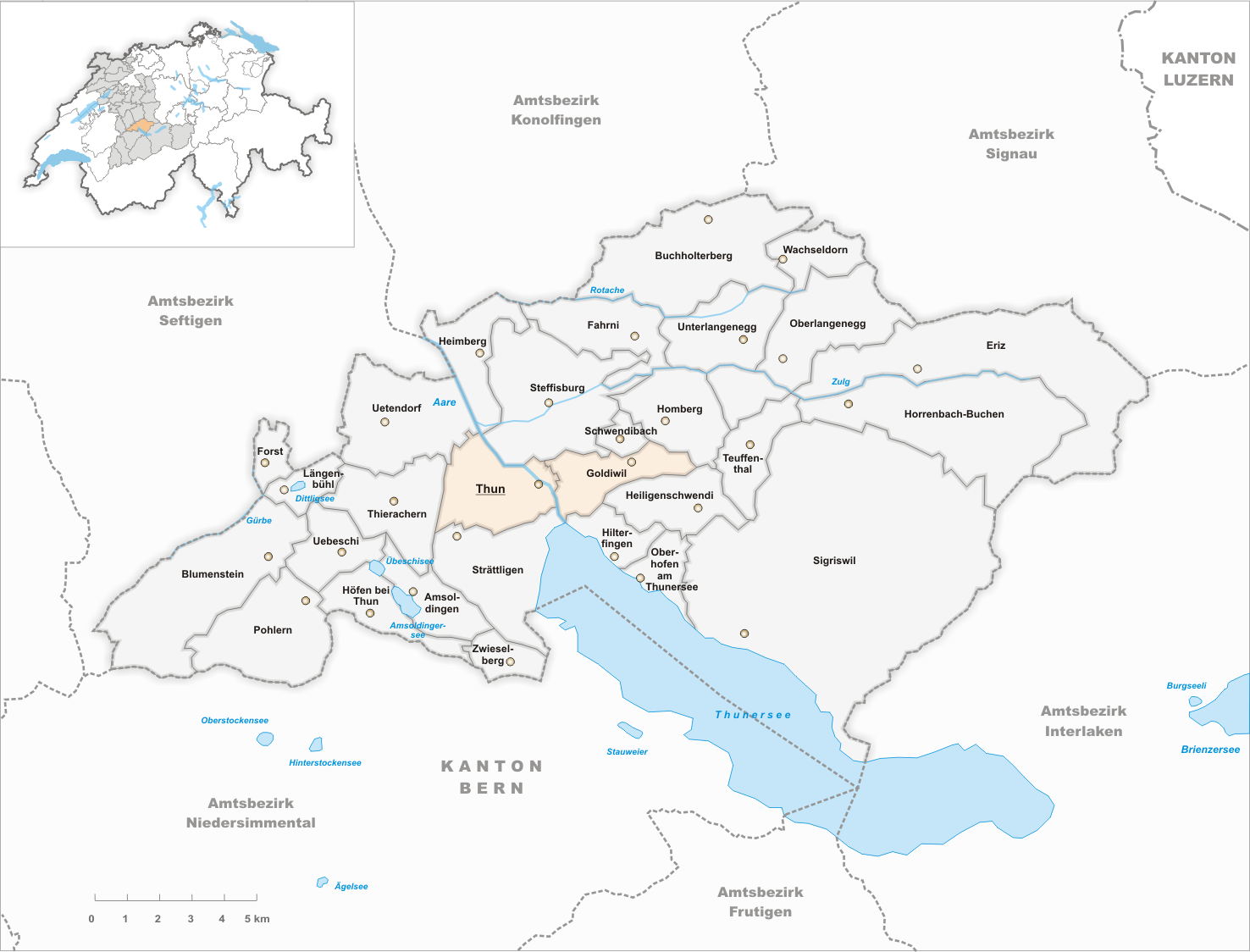
Gemeinden bis 1912
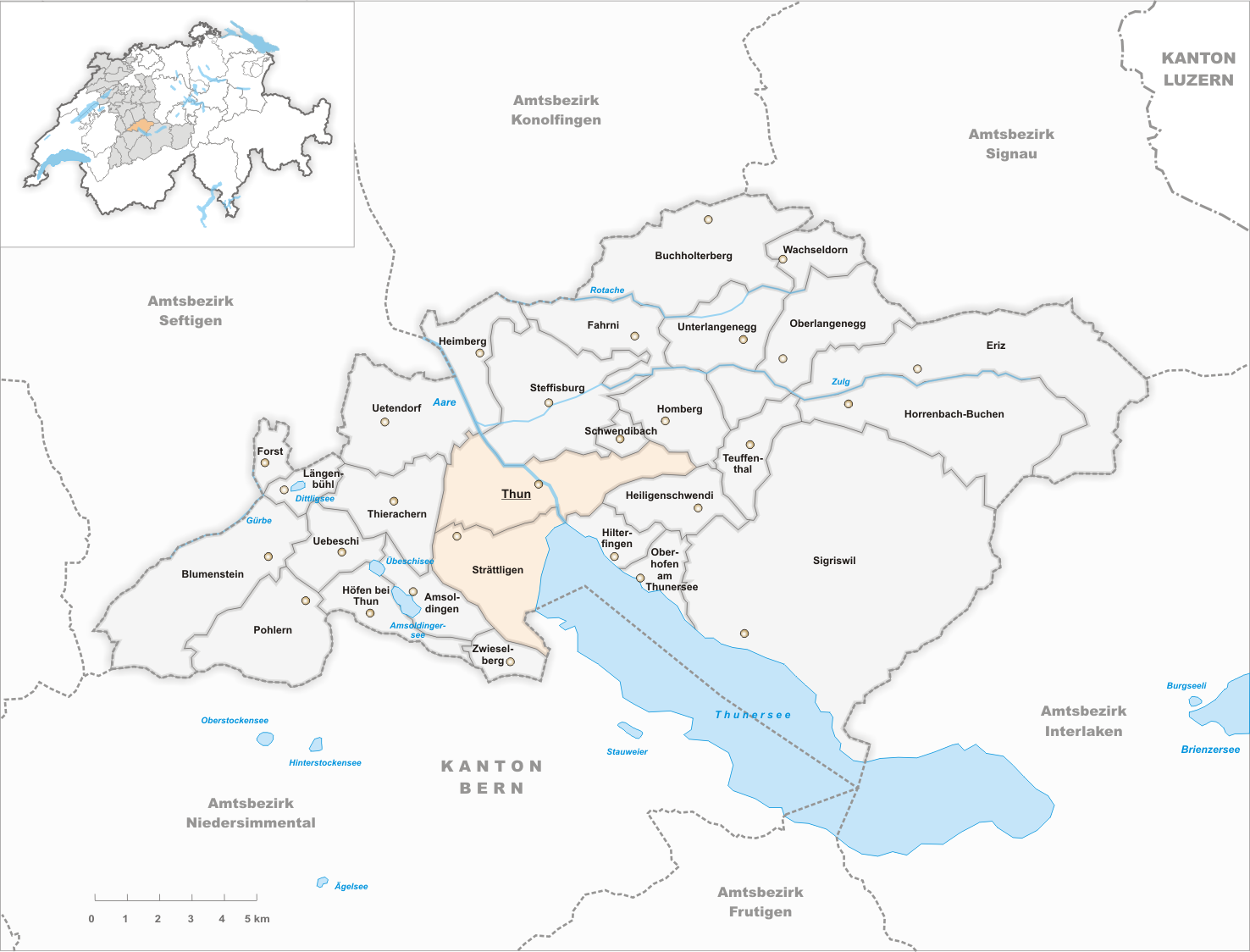
Gemeinden bis 1919
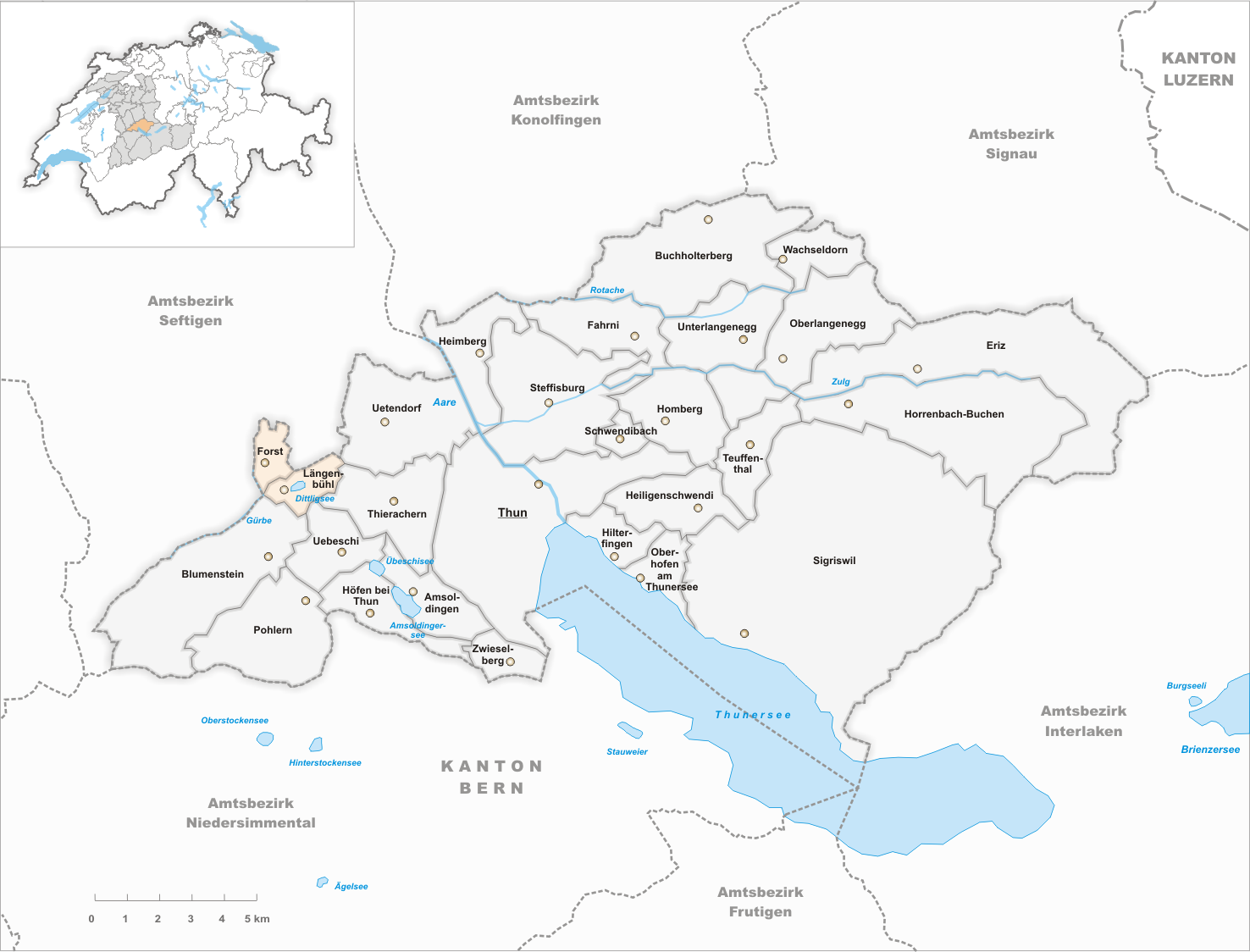
Gemeinden bis 2006
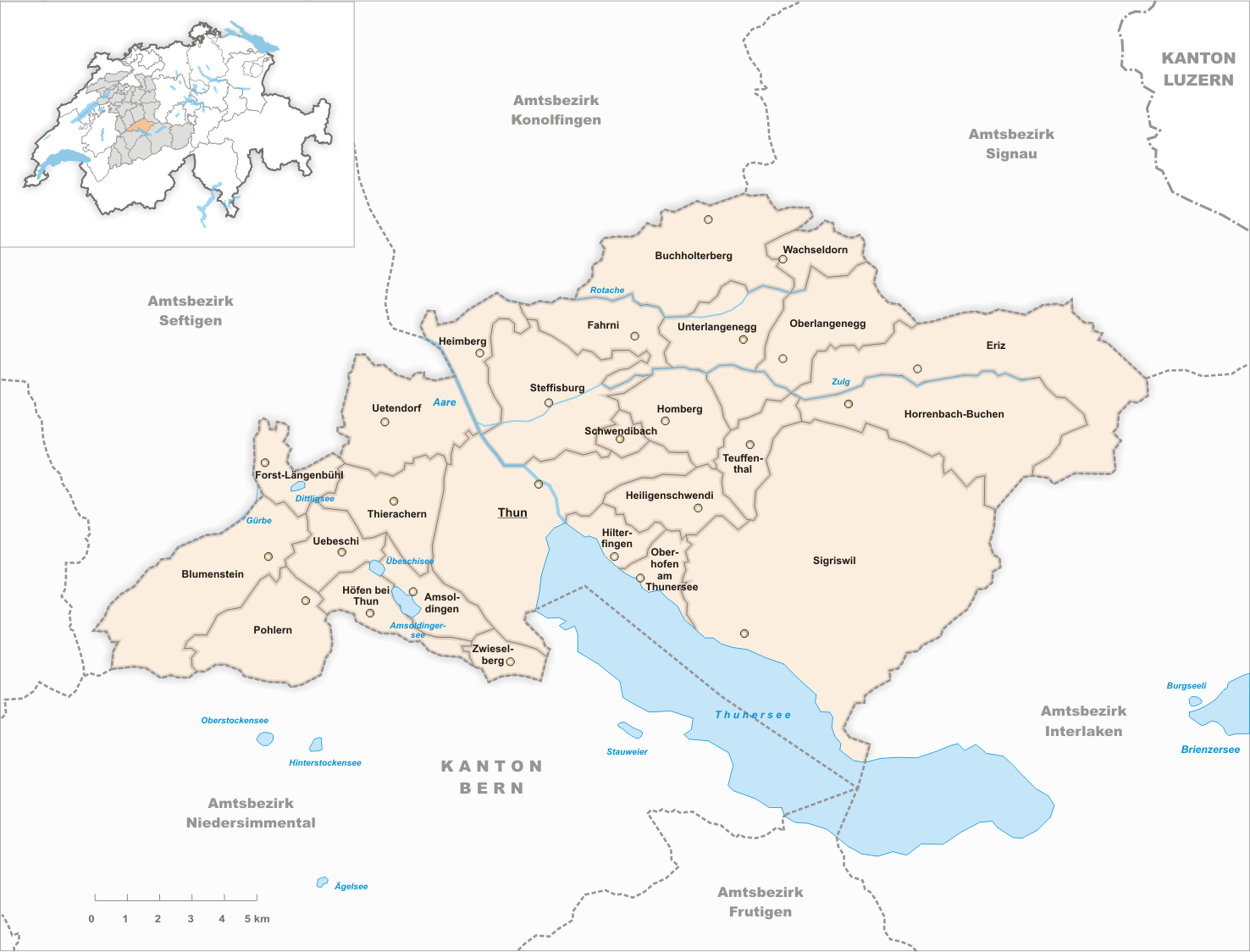
Gemeinden bis 2009

- 1859: Fusion Blumenstein und Tannenbühl → Blumenstein
- 1869: Fusion Heimberg und Thungschneit → Heimberg
- 1913: Fusion Goldiwil und Thun → Thun
- 1920: Fusion Strättligen und Thun → Thun
- 2007: Fusion Forst und Längenbühl → Forst-Längenbühl
- 2010: Bezirkswechsel aller 26 Gemeinden vom Amtsbezirk Thun → Verwaltungskreis Thun

## Geschichte
Die Grafen von Kyburg erhielten 1218 aus zähringischem Besitz das Stadtgericht Thun und das Äussere Amt mit Steffisburg und Sigriswil. Nach dem Burgdorferkrieg, 1384, fiel das Gebiet an Bern. Mit der Übernahme der Landgrafschaften links und rechts der Aare wurde das gesamte Gebiet zum Schultheissenamt Thun.
Während der Helvetik, 1798 bis 1803, mit dem Kanton Oberland, bestand das Amt nur aus den Gemeinden Thun, Oberhofen und Sigriswil, die übrigen Gemeinden blieben beim Kanton Bern. Dieser Zustand dauerte bis zum Zerfall der Helvetischen Republik, danach fiel das ganze Gebiet erneut dem Kanton Bern zu. Der Amtsbezirk hatte den obigen Gemeindebestand ab 1863, als die Gemeinden Buchholterberg und Wachseldorn dem Amtsbezirk angegliedert wurden.